# Georges Paillard
Georges Auguste Joseph Paillard, född 12 februari 1904 i Sainte-Gemmes-d'Andigné, död 22 april 1998 i Angers, var en fransk professionell tävlingscyklist.
Paillard vann världsmästerskapet i stayercykling 1929 och 1932 samt blev tvåa 1930. Han vann franska mästerskapet 1928–1932 och 1934.